# Мидхат паша
Ахмед Шефик Мидхат паша (на османски турски: احمد شفیق مدحت پاشا; на турски: Ahmet Şefik Mithat Paşa) е османски държавник, инициатор на приемането през 1876 г. на първата османска конституция.
Моделът на Мидхат паша набляга на разделение на административни, съдебни и търговските аспекти на управлението. Съставени са различни съвети от местни представители и са назначени служители, които да се занимават с тези въпроси относително независимо един от друг. Този модел определя общата рамка на възникващата модерна османска провинциална администрация, поставя властовия потенциал на местните знатни лица и шариатски съдии под контрола от бюрократи, регулации и кодифицирана правна система.

## Живот
Той е син на кадията Мехмед Ешреф, родом от Русчук, изявен привърженик на реформите. Прекарва детството си в Цариград, Видин и Ловеч и получава добро за условията на империята образование. Владее няколко чужди езика.
През 1844 г. става секретар на Фаик ефенди и го придружава в Сирия за три години. Завръща се в Цариград на служба в централната администрация и след ново пътуване до Сирия е издигнат до втори секретар на Високата порта. През 1854 г. негови противници успяват да го отстранят от поста.
Великият везир Кабръслъ Мехмед паша го натоварва с тежката, възприемана като непосилна задача, да се справи с разбойническите банди и недоволството в румелийските провинции. В резултат на шестмесечните усилия на Митхад паша са заловени 284 разбойници, някои от които са наказани със смърт. Приема се, че най-успешни са действията му по омиротворяване в районите на Шумен и Сливен.
В 1857 е изпратен в Търново като поредния правителствен анкетьор, чиято задача е да разследва конфликта между гръцкия владика Неофит Византиос и българското население. По заповед на Митхад паша арестуваните по обвинения от страна на владиката български първенци са освободени, а в резултат от доклада му самият владика е отзован.
През 1860 г. е обявен за везир и паша, и му е поверено управлението на Нишкия еялет. Реформите му там правят впечатление и султан Абдул Азис го натоварва, заедно с Фуад паша и Али паша, да подготви програма за прилагането им в цялата империя.
През 1864 г. земите от Добруджа (от Дунавската делта) до Поморавието, включително цялата Дунавска равнина, Софийското и Самоковското поле, са обединени в т. нар. Дунавски вилает с административен център Русчук. Освен Русчук, центрове на санджаци са градовете Ниш, Видин, София, Търново, Варна и Тулча. Мидхат паша реформира администрацията и съдебната система, като създава или преустройва редица институции. За пръв път османска провинция се сдобива с представителна институция – Общ вилаетски съвет, в който с назначаване от валията или избори влизат представители на различните верски и етнически групи в областта. Българи-членове на Общия вилаетски съвет са хаджи Иванчо Пенчович и хаджи Атанас Петкович от Русчук, Никола Михайловски и Тодор Марков от Търново, Димитър Трайкович от София, Матю Рачев от Шумен и др. Българи се назначават и на висши съдебни постове: Иванчо Пенчович е председател на вилаетския търговски съд. Мидхат паша инициира създаването на първия османски официоз, списван на турски и български език: седмичния вестник „Дунав“, излизащ от печат между март 1865 и юни 1877 г. В редакцията му влизат българите Стоил Попов и Иван Чорапчиев.
Мидхат паша е в основата на редица фискални и стопански нововъведения, целящи модернизирането на Османската империя. Въвеждат се публични търгове за откупуването на данъците. Водоснабдяването на Русчук и земеделското стопанство „Образцов чифлик“ се изграждат по негова инициатива. Значението на тези нови за империята действия е показателно – на 13 декември 1879 г. там е основано първото българско земеделско училище, днес Институт по земеделие и семезнание „Образцов чифлик“ към Селскостопанска академия.
През 1865 г. Мидхат паша прокарва път през прохода Арабаконак, който свързва София със Северна България (за Плевен и Русчук). Поради нарасналото значение на с. Самунджиево, разположено на новия път, то е прекръстено на Орхание (дн. Ботевград), обявено е за град и впоследствие бързо се разраства.
На 26 октомври 1866 г. Мидхат паша официално открива железопътната линия Русе-Варна, чиято първа копка поставя русенският валия Ариф паша на 21 май 1864 г. Строителната дейност през този период (отчетена от него в доклад от 1869 г.) включва изграждането на 553 километра пътища, ремонтирането на 255 километра пътища и построяването на 237 моста. При разгръщането на тази строителна дейност местното население е силно натоварено с допълнителни данъци и строителна повинност (ангария). По инициатива на Мидхат паша, българският майстор Никола Фичев (Колю Фичето) построява Беленски мост над р. Янтра при гр. Бяла.
Плановете му за образователна реформа (неосъществена), включват сливането на турските и българските училища в единна система (което е в разрез с българските национални интереси в сферата на образованието, тъй като ще премахне независимостта на българските училища).
По време на четническото движение в периода 1867 – 1868 г. Мидхат паша отново прилага сила и екзекуции за потушаването му.
Мидхат паша е валия на Дунавския вилает до 24 февруари 1868 година, когато е отзован в Цариград. Два дни по-рано, със специален ферман е удостоен със специални правомощия в случай на нужда да поеме управлението на вилаета. Да тези правомощия той прибягва през юли 1868 година, след навлизането в България на четата на Хаджи Димитър и Стефан Караджа. Той организира преследването на четата, бързото съдене на заловените четници, публичните екзекуции. Мидхад паша одобрява мобилизирането на башибозук от черкези и турци, макар да признава възможността тези части да извършват „крайности“.
През 1868 г. Мидхат паша реорганизира Държавния съвет и от май 1868 година е назначен за негов председател, а през 1869 г. е назначен за губернатор на Багдад. Там постига същите успехи, както по-рано в Ниш и Русчук. През 1871 г. Мидхат решава, че антиреформистката политика на великия везир Махмуд Недим паша е опасна за страната и смело излага възгледите си лично пред султана. Впечатлен от решителността му, султанът го назначава за велик везир. Твърде независим за двора обаче, Мидхат остава на този пост едва три месеца, след което е понижен до министър на правосъдието и председател на Държавния съвет.
От октомври 1873 до февруари 1874 г. е валия на Солунския вилает.
Влошаващите се условия в империята през 1876 г. довеждат до съюзяването на Мидхат паша с великия везир и военния министър. През май те свалят султан Абдул Азис, който е убит на следващия месец. На негово място е поставен Мурад V, но той е умствено болен и през август е заменен с неговия брат, Абдул Хамид II. Мидхат паша става отново велик везир и на 23 декември е обявена първата конституция на Османската империя, даваща значителни права на парламента. През февруари 1877 г. е отстранен и изпратен в изгнание във връзка с убийството на Абдул Азис. По това време се затвърждават проанглийските му и силно русофобски външнополитически убеждения. По време на Цариградската конференция през 1876 г. Савфет Мехмед паша, Мидхат паша и английският представител Хенри Елиът, подпомогнати от лорд Дизраели имат основен принос за нейния провал и за последвалата Руско-турска война.
След като прекарва известно време в чужбина, най-вече в Лондон, през 1878 г. Мидхат паша е върнат като губернатор на Сирия, а малко по-късно на Измир. През май 1879 г. султанът отново нарежда той да бъде арестуван. Мидхат паша се укрива и призовава Великите сили да се застъпят за него. Малко след това обаче се предава, като настоява за справедлив процес. През юни заедно с други обвиняеми той е осъден на смърт за убийството на султан Абдул Азис. Присъдата не е изпълнена, и след намеса на британското правителство е заменена със затвор.
Последните три години от живота си Мидхат паша прекарва в затвора в Таиф, край Мека, Арабия, където умира през 1883 г., вероятно от насилствена смърт.
На 26 юни 1951 г., на церемония в присъствието на президента Джелал Баяр, бива погребан в хълма на Abide-i-Hürriyet.